# Campares
Campares (en aragonais : Camparés) est un village de la province de Huesca, situé à environ huit kilomètres au sud-ouest de la ville de Sabiñánigo, à 1 221 mètres d'altitude. Le village est actuellement inhabité.